# Johann Gottfried Brücke
Johann Gottfried Brücke (* 9. Juni 1796 in Stralsund; † 24. April 1873 in Wien) war ein deutscher Porträt-, Historien- und Genremaler.

## Leben
Johann Gottfried Brücke war einer von sieben Söhnen des gleichnamigen Stralsunder Goldschmieds Johann Gottfried Brücke. Dem Vater gehörte seit dem Jahr 1798 das später nur Dielenhaus genannte Haus Nr. 3 in der Stralsunder Mühlenstraße.
Nach der Schulzeit in seiner Heimatstadt immatrikulierte sich Brücke von 1812 bis 1815 an der Kunstakademie zu Berlin und war dort Schüler bei Carl Ludwig Kuhbeil und dem Zeichner Johann Gottfried Niedlich. 1817 nahm er Unterricht in der „lithographischen Anstalt“ des Generalmajors Ludwig von Reiche in Berlin und wurde ab 1819 lithographischer Zeichner am Königlichen Kriegsministerium. 1825 unternahm er eine Studienreise nach Italien. Von 1825 bis 1836 unterrichtete er als Zeichenlehrer an einer Berliner Realschule und hatte nebenher zahlreiche Schüler in seinem privaten Atelier, unter ihnen auch Carl Koch. Von 1818 bis 1848 war er mit Porträts und religiösen Darstellungen auf den Ausstellungen der Akademie der Künste Berlin vertreten.
Familie
Johann Gottfried Brücke heiratete am 14. Januar 1819 die Stralsunder Bürgerstochter Christine Müller († 1822), im gleichen Jahr wurde der Sohn Ernst Wilhelm geboren. Dieser wuchs nach dem frühen Tod der Mutter in der Familie des Theologen Karl Ludwig Droysen auf, einem Verwandten Brückes. Ein weiterer Sohn war der Maler Hermann Brücke (* 1830 Berlin; † 1871 Pisa). Ein jüngerer Bruder Johann Gottfried Brückes war der Landschaftsmaler Johann Wilhelm Brücke.